# 驚嚇陰屍路 (第七季)
第七季（英語：Fear the Walking Dead Season 7）從2021年10月17日起在美國AMC頻道首播，由羅伯特·柯克曼和戴夫·埃利克森共同開發，並作為柯克曼創作的知名電視劇集《陰屍路》的外傳和首部衍生劇集。第七季繼續由前三季的安德魯·查布里斯和伊恩·高德堡擔任節目統籌。
第七季延續上一季結尾，德州大部分地區受末日邪教發射的核導彈摧毀而淪為核污染荒原，導致逃難中的摩根一行人再次分散居於不同的安全地帶，盡可能地躲避地面佈滿的輻射落塵。與此同時，摩根和史特蘭這對曾經並肩作戰的同伴，因理念不合而正式決裂，分別把守各自的陣營準備“決一死戰”。

## 演員

### 主要演員
- 蘭尼·詹姆斯 飾演 摩根·瓊斯（英语：Morgan Jones (The Walking Dead)）：一名善用合氣道棍術的倖存者，盡自己所能帶領隊伍突破重圍，連續經歷多次精神傷害與巨大挫折卻依然屹立不倒，但還是沒能制止人為核災難的發生。
- 艾莉西亞·戴南-卡瑞 飾演 艾莉西亞·克拉克（英语：Alicia Clark）：一名勇猛頑強的少女，克拉克一家的唯一倖存者，繼承亡母的遺願而盡其所能幫助他人，如今在核荒原中負責引領倖存者至安全避風港。
- 瑪姬·格蕾斯 飾演 艾西雅·「艾兒」·謝夫切克-波考基（Althea "Al" Szewczyk-Przygocki）：波蘭裔美國人，足智多謀的戰地記者，隨時隨地拿著攝影機，凡事追求真相，駕駛著一輛SWAT大型裝甲車（英语：MRAP）。[註 1]
- 科曼·多明戈（英语：Colman Domingo） 飾演 維克多·史特蘭（英语：Victor Strand (character)）：一名唯利是圖、見風轉舵的前富商，為達目的不擇手段，但最為重視艾莉西亞。之前為了搶功而與摩根決裂變成敵人，如今成為掌管荒地綠洲「塔樓」的獨裁者。
- 達娜·加史亞（英语：Danay García） 飾演 露西亞娜·「露西」·蓋維茲（Luciana "Lucy" Galvez）：一名來自墨西哥蒂華納的一座淪陷社區的倖存者，非常獨立堅強、是艾莉西亞的已故哥哥尼克的前女友。
- 奧斯汀·埃米利歐（英语：Austin Amelio） 飾演 德懷特（英语：Dwight (The Walking Dead)）：一名遭過家園放逐的流亡者，是摩根在維吉尼亞州的舊識。為了尋找失散的妻子，跟隨其足跡來到南部，直到不久前與妻子雪莉破鏡重圓。
- 茉·科林斯（英语：Mo Collins） 飾演 莎拉·雷比諾維茲（Sarah Rabinowitz）：一位來自密西西比州的倖存者，前美國海軍陸戰隊士兵，追尋一系列補給盒得以認識摩根，慢慢成為一份子。
- 亞莉莎·內桑森（英语：Alexa Nisenson） 飾演 查莉（Charlie）：摩根隊伍中的一位小女孩，起初身為敵人間諜，間接害死過艾莉西亞的家人，但良心未泯的她最終棄暗投明，靠長時間彌補來得到救贖。
- 凱倫·大衛（英语：Karen David） 飾演 葛蕾絲·穆克吉（Grace Mukherjee）：前核電站運營長，獨自生存時結識摩根一行人，並與摩根相愛，不久前經歷腹中死產的不幸遭遇，目前收養已故同伴的女兒。
- 克莉絲汀·伊凡吉莉絲塔（英语：Christine Evangelista） 飾演 雪莉（Sherry）：德懷特的愛妻，身心受創的她一路逃到南部，縱使丈夫一路南下尋找她，原本靠打仗尋找慰藉的她，最終在核災難來臨前才跟德懷特重歸於好。
- 科比·霍曼（Colby Hollman）飾演 韋斯（Wes）：一名喜愛塗鴉繪畫的年輕作家，跟哥哥失散後靠沿路放置的錄像帶而結識摩根一行人，但不久前被迫自衛殺死深陷邪教的哥哥。
- 珍娜·葉夫曼 飾演 瓊·多利（June Dorie）：一名熱心的護士，擅長各種急救手段，但丈夫約翰之死使她陷入長時間的悲痛與自責，後來巧遇丈夫的父親老約翰才讓她慢慢走出陰影。
- 凱斯·卡拉定 飾演 老約翰·多利（John Dorie Sr.）：一名流離失所的前警察，已故約翰·多利的生父，身為瓊的公公。為了追尋罪人而跟妻小疏離四十年，直到現今跟瓊認識後得以救贖自己。
- 鲁本·布雷茲（英语：Rubén Blades） 飾演 丹尼爾·薩拉查（英语：Daniel Salazar）：美籍薩爾瓦多裔移民，前黑影敢死隊（英语：Sombra Negra）成員，在災情中連續失去妻女，花費很長時間才走出陰影，還跟之前的同伴重逢。

### 常設演員
- 歐米德·阿塔西 飾演 霍華 （Howard）：前德州大學歷史教授，收藏著一系列具有價值的書籍、文物和武器，獨居辦公樓時偶然跟史特蘭邂逅而成為拍檔，擔任塔樓的二當家。
- 狄米崔烏斯·葛羅斯（英语：Demetrius Grosse） 飾演 喬賽亞·拉魯（Josiah LaRoux）：前公園管理員（英语：Park ranger），身為之前遭摩根斬首的賞金獵人埃米爾的雙胞胎兄弟，如今保留親兄的屍首踏上復仇之路。
- 艾莎·泰勒（英语：Aisha Tyler） 飾演 麥琪（Mickey）：前著名摔跤手，外號「新娘」（The Bride），核爆期間負傷曾被帶往史特蘭的塔樓療養，然而逃跑出塔後開始尋找失蹤的丈夫。
- 戴瑞·米契（英语：Daryl Mitchell (actor)） 飾演 溫德爾（Wendell）：莎拉的繼哥，雙腿殘疾而坐輪椅，但他的身手依然敏捷。在核爆期間與莎拉分散，災後因行動不便而被收留至史特蘭的塔樓中。
- 史賓賽·葛拉尼斯（Spenser Granese）飾演 阿諾德（Arnold）：跟蹤者首領，曾是木工，帶領手下拼湊出一部分攻城武器。身為泰迪邪教的餘黨，居於避難地堡時與艾莉西亞決裂後帶領自己的派系。
- 雅各·凱爾·楊（Jacob Kyle Young）飾演 賽奇（Sage）：跟蹤者一員，隸屬阿諾的派系，幫助他在外徘徊、搜集行屍及可用資源，其中包括一顆未爆的啞彈。

### 客串演員
- 葛斯·哈普（Gus Halper）飾演 威爾（Will）：一名流亡者，災前曾是民主黨參議員的助手，居於避難地堡時曾與艾莉西亞共同生存，最後離開地堡而在核污染荒原中自謀生路。
- 席德妮·萊蒙（英语：Sydney Lemmon） 飾演 伊莎貝（Isabelle）：一名來自神秘組織「CRM」的衛兵兼直升機駕駛，原先執行補給任務時與艾西雅相愛，如今叛離組織過程中將艾西雅的同伴疏散出核爆地區。
- 華倫·史奈普（英语：Warren Snipe） 飾演 保羅（Paul）：一名聽力受損的音樂家，不久前在核爆中失去愛妻及聽力，但仍然能用讀唇法理解對方的話，與艾莉西亞相識並短暫結為朋友。
- 艾許頓·阿爾巴布（Ashton Arbab）飾演 阿里（Ali）：一名剛進入塔樓不久的新進騎兵，與已故父親均名從穆罕默德·阿里；希望盡其所能為塔樓出力，直到與查莉一同出生入死並相愛後出現新的想法。
- 金·迪肯斯 飾演 麥蒂森·克拉克（英语：Madison Clark）：前洛杉磯高中輔導主任（英语：School counselor），艾莉西亞的母親，本應在棒球場大火中喪命卻奇跡倖存，如今淪為“不明組織”的囚徒，且因肺受損而必須時常佩戴氧氣設備。

## 集數
| 總集數 | 集數 （季） | 標題                      | 導演                | 編劇                                     | 首播日期       | 美國收視人數 （百萬） |
| --- | ----------- | ------------------------- | ------------------- | ---------------------------------------- | -------------- | --------------------- |
| 86 | 1           | 信標 The Beacon           | 麥可·E·薩崔斯密     | 伊恩·高德堡 & 安德魯·查布里斯            | 2021年10月17日 | 1.09                  |
| 核爆結束的幾個月下來，德州大部分地區淪為遍地死屍、寸草不生的核污染荒原，勉強逃過一劫的倖存者同樣無時不刻面臨著死亡威脅。一名無家可歸的青年威爾獨居在一輛橋下靈車中，寸步難行又找不到食物和水的情況下幾近崩潰，直到一群騎兵抓獲他帶回去見如今獨掌大局的史特蘭。而史特蘭在幾個月來從零開始，等到附近輻射被風暴淨空後，與搭檔霍華將這座辦公樓擴建成易守難攻的堡壘式塔樓，開始收留一部分有“資質”的倖存者建立軍隊。史特蘭發現威爾的隨身物品中帶有自己曾轉交給艾莉西亞的掛牌，當即命令威爾帶他去發現掛牌的地方，然而史特蘭過程中發現威爾其實曾與艾莉西亞共同居於避難地堡卻受“驅逐”。當一群身披偽裝服的不明敵人「跟蹤者」現身發起攻擊後，史特蘭和威爾跑到位於地堡酒店附近的燈塔躲避，兩人重新審視彼此後姑且達成共識突圍，然而最後到達地堡時發現內部已人去樓空，一部分居民甚至已淪為行屍蹣跚在外，而艾莉西亞疑似帶領剩餘的人遷離，同時為威爾留下一張寫有「」一詞的紙條、以及具有某種象征意義的塗鴉。史特蘭將燈塔的燈泡帶回去安設在自己的塔樓頂端，然而作用是要吸引附近行屍在圍墻周邊形成「城壕」，確保自己的舊同伴不會貿然接近這裡。史特蘭最後直接將威爾扔下樓墜亡，從而徹底切斷與過去的聯繫。                   |             |                           |                     |                                          |                |                       |
| 87 | 2           | 六小時 Six Hours          | 麥可·E·薩崔斯密     | 安德魯·查布里斯 & 伊恩·高德堡            | 2021年10月24日 | 0.96                  |
| 摩根和葛蕾絲幾個月以來留在核潛艇中安居，撫養已故同伴的女嬰小摩。由於即將耗盡食物、加上已無嬰兒食品，葛蕾絲屢次冒險身穿防護服外出尋找物質，同時將外出時間限於六小時。經過幾次空手而歸後，摩根決定不坐以待斃，用手頭的材料拼出一輛防護車，準備帶葛蕾絲和小摩遠離核危險區。葛蕾絲不情願地陪他上路，兩人路過一座黑暗小鎮時，葛蕾絲因車中混音帶播放她先前為死去女兒雅典娜準備的音樂而勾起悲傷往事，一時陷入慌亂導致車禍而爆胎。這時一對嚴重輻射中毒、精神不穩定的夫妻佛雷德和貝亞有意想劫車，摩根觀察她們因失去過孩子而打擊沉重所致，同時被她們告知周邊已無安全區的壞消息。而鎮上一群身上沾滿危險輻射的行屍被引來，之後甚至出現一名全副武裝的“不明敵人”。而小摩因饑餓而哭個不停，葛蕾絲被迫槍殺即將失控的佛雷德，摩根開槍趕走不明敵人後靠車撞死門口的行屍，接回葛蕾絲和小摩後與貝亞分別。無處可去的兩人只能回去核潛艇，然而剛好遇上霍華帶隊前來搜刮，得知史特蘭已另起爐灶。葛蕾絲拒絕加入他們，即使深知是錯失良機。然而當霍華走後，摩根和葛蕾絲欣慰地發現小摩開始學會地上爬，還碰巧尋獲藏於潛艇地板下的大量食物。而鎮上出現的不明敵人實為之前遭摩根斬首的獵人埃米爾的雙胞胎兄弟喬賽亞，其準備替兄弟報仇雪恨。 |             |                           |                     |                                          |                |                       |
| 88 | 3           | 辛蒂·霍金斯 Cindy Hawkins | 朗·安德伍           | 尼克·伯納頓 & 雅各·平尼恩                | 2021年10月31日 | 0.87                  |
| 老約翰和瓊近兩個多月來居於已故泰迪的小型防核地堡中，靠苦中作樂、平均分配食物及小酌、以及用無線電試圖對外聯繫的方式度過長達300天的輻射危險期。然而地堡上方開始頻繁出現坍塌現象，兩人後來於一晚偶然鑿開位於正隔壁的“刑房”，使老約翰找到自己花費四十年尋找的泰迪行兇現場。房內留有泰迪的遺體保存器械及受害者遺物，當中包含一名至今死不見屍的受害者辛蒂·霍金斯的遺物項鏈，由於自己曾對其家屬發誓會找到她，老約翰決定鑽研辛蒂遺體的下落。然而偵辦過程使老約翰時不時受到辛蒂等其他受害者的亡魂折磨，瓊開始擔心老約翰是受酒癮影響，盡其所能地阻止他外出。兩人的爭論導致天花板塌下來壓住瓊，同時有三名不明敵人靠偷聽無線電而到地堡外敲門。老約翰同時發現瓊其實誇大危險指數而穿防護服爬至外面作戰，殺光敵人卻遇到一群行屍，彈盡之下撿起達科塔焦屍上的斷柄小刀而化險為夷。老約翰因此醒悟而返回地堡救出瓊，兩人碰巧從一旁坍塌的墻內尋獲辛蒂遺體，使他找到救贖且撫平遺憾。而地堡很快崩塌，導致正要離開的兩人險些被活埋，但及時被史特蘭的軍隊營救回塔樓，其同樣靠無線電發報而找到她們。當時趕到地堡營救的摩根發現去遲一步，史特蘭用對講機嘲諷他再次失敗，憤怒的摩根威脅史特蘭一旦傷害同伴則會向他開戰。               |             |                           |                     |                                          |                |                       |
| 89 | 4           | 呼吸相通 Breathe With Me  | 塔拉·妮可·維爾      | 娜茲琳·喬杜里 & 大衛·強森                | 2021年11月7日  | 0.73                  |
| 莎拉從昏迷中清醒後得知她與其他同伴迫降在一間由軍事基地改建的住宿酒店休息，所在地區因核彈未爆而倖免於難。但莎拉急切想找到生死不明的兄弟溫德爾，兩個多月來無時不刻在外尋找，然而僅尋獲他的標誌軍帽。直到一天，莎拉聯繫上摩根而準備見面，但也撞見準備找摩根尋仇的喬賽亞，其身邊跟著從小鎮上拎回來的獵狗魯佛斯。喬賽亞要求莎拉帶他去找摩根、交換條件是幫她尋回溫德爾，使莎拉勉強答應他的條件。兩人追蹤到一名駕馬車搜集行屍的不明男子賽奇，其身上帶有溫德爾的領巾，最後在他堆積行屍的農場中找到溫德爾沾血的輪椅。斷言兄弟已死的莎拉陷入狂怒，賽奇趁機放出屍群逃跑，開車橫衝直撞的莎拉不慎與喬賽亞開出路崖而共同受困，還發現該地區未爆的啞彈就在一旁。隨著莎拉的恐慌症發作，喬賽亞便以自己的經歷協助她順暢呼吸。摩根前來營救導致喬賽亞經不起憤怒而衝向他，然而打鬥卻使魯佛斯被埃米爾的行屍頭咬傷，使悲痛的三人放下武器共同安葬牠。三人抵達史特蘭的塔樓前詢問溫德爾是否在樓內，而史特蘭默認後卻也拒絕歡迎她們，莎拉深知自己目前無法給溫德爾生存所需，最後決定打道回府，與摩根上路前將身上的普鲁士蓝分給喬賽亞作為答謝後分道揚鑣。這時，賽奇趁亂搶到啞彈，將其運回給他所效力的跟蹤者軍團。                       |             |                           |                     |                                          |                |                       |
| 90 | 5           | 至死不渝 Till Death       | 蘭尼·詹姆斯         | 賈斯汀·波伊德 & 艾許莉·卡迪夫            | 2021年11月14日 | 0.93                  |
| 德懷特和雪莉伴隨拉森一家三口靠藏身在地下室躲過核爆衝擊，之後大部分時間頻繁外出行動，一向懲戒強占他人資源的土匪，夫妻倆由此迅速成名獲得「黑馬」搭檔之稱。當拉森一家人偶然在無線電內容中得知神秘避風港存在後，德懷特答應會幫忙協尋，然而夫妻倆很快被霍華抓到帶往史特蘭的塔樓。史特蘭向他們夫婦二人提議，若能幫他找到不久前逃亡出塔的女子麥琪則會給她們一席之地。夫妻倆勉強接受提議，靠追蹤找到獨來獨往的麥琪，而德懷特識出麥琪是自己兒時崇拜的摔跤手，得知她同樣在尋找“父親”後，答應先幫她找到失蹤的丈夫克里夫。然而三人折返時卻發現拉森一家被集體殺害，德懷特在悲痛與自責驅使之下逐漸開始考慮投靠史特蘭，對此不接受的雪莉便跟德懷特分頭行動，獨自跟著麥琪回到她與丈夫的摔跤場。然而麥琪和雪莉費勁突圍屍群進去時，卻發現克里夫同樣淪為行屍，絕望的二人緊接著被行屍包圍在拳擊台上，直到在外的德懷特發現拉森一家被害是史特蘭指使，解決行兇者後及時趕來援助。三人聯手殺光在場行屍，麥琪埋葬亡夫後從其而遺物得到告別信與關於“父親”的部分情報，最後決定加入德懷特和雪莉組成三人組。這時，跟蹤者軍團找到她們三人會面，軍團領袖同樣對他們提出合作以尋找。                                                         |             |                           |                     |                                          |                |                       |
| 91 | 6           | 收復 Reclamation          | 比爾·伍德魯夫       | 亞歴克斯·迪萊爾 & 卡拉雅·蜜雪兒·史道沃斯 | 2021年11月21日 | 0.88                  |
| 艾兒早在核爆發生前一度跟心儀的衛兵伊莎貝團聚，陪她同居一段時間，直到目睹核彈落下而分頭行動。艾兒委託伊莎貝開直升機去營救丹尼爾等同伴，但也造成組織將她的玩忽職守視作“叛逃”而進行圍捕，導致這對戀人被迫分離以保護彼此。現今，摩根將莎拉、丹尼爾、查莉一行人接至潛艇過程中，而艾兒獨自離隊冒險返回災區，找回裝甲車後決定重操舊業，途中刺死徘徊在附近的屍變萊利。然而由兩名收復小隊衛兵開始排查該地區，艾兒一邊要防止對方找到伊莎貝下落，也要應對堅持前來尋找她的摩根和葛蕾絲。艾兒婉拒摩根的協助，獨自回去她與伊莎貝同居的別墅，搬出別墅中收藏的加農炮作為殲滅敵人的武器。然而兩名衛兵抓獲摩根和葛蕾絲，艾兒僅能協助他們脫逃並將敵人一路引至別墅門口，靠葛蕾絲駕駛裝甲車作為封門掩護，誘使敵人走到門口後被火炮擊成碎塊。作為交換條件，艾兒坐在自己的攝影機鏡頭前由摩根專訪記錄自己的故事，摩根看出艾兒一直以來躲在攝影機前的“自我逃避”，最後說服她別再拘泥於過去，以此還清艾兒與約翰初識自己時的恩情。艾兒駕駛收復小隊的直升機與摩根正式道別，隨後重逢在大煙山河邊小屋中隱居的伊莎貝，即使深知她們仍會提心吊膽地度日，艾兒決定永不離開伊莎貝身邊，隨後開始決定她們倆的下一個目的地。                       |             |                           |                     |                                          |                |                       |
| 92 | 7           | 肖像 The Portrait         | 海瑟·卡皮埃洛       | 尼克·伯納頓                              | 2021年11月28日 | 0.94                  |
| 史特蘭受塔樓封閉環境影響而變得越來越孤僻、偏執，一段時間下來拒收新人，直到摩根突然帶著生病的小摩前來求助，希望瓊能幫忙看診。史特蘭經過慎重考慮之下答應放摩根進來，同時跟摩根敬酒達成某種共識。這時，不久前曾被史特蘭拒之門外的跟蹤者首領阿諾率軍抵達塔樓前，有意想佔領塔樓而開始用投石機向塔樓投放身上混有爆炸物的行屍，威脅一小時後會投放身上混入啞彈碎片的行屍。意識到塔樓即將撐不住的史特蘭陷入焦躁，後來疑似被人投毒而突然病倒，不肯放棄自己一手建立的家園而被迫跟摩根合作挽回局勢。史特蘭被迫讓摩根進自己的軍械庫得到對講機，聯繫開裝甲車的葛蕾絲前來放槍趕跑跟蹤者，但也導致一些啞彈行屍混進塔樓外圍的屍群之中無法辨識。史特蘭靠摩根手上的痕跡發現是他在酒裡投毒，一氣之下威脅要將摩根扔下樓，遠處的葛蕾絲請求史特蘭放過摩根，交換條件是自己與小摩留下來，承諾會幫他處理門口的啞彈行屍。再度兩手空空的摩根被逐至荒地，碰巧被德懷特和雪莉找到而被帶回跟蹤者的營地。摩根驚訝地發現對方的領袖竟是久違的艾莉西亞，得知她與處事兇殘的阿諾並非一路人。艾莉西亞希望摩根能加入她的行列，而營地外突然出現三隻啞彈行屍，哨兵因不知內情而放槍使行屍當場炸碎，導致釋放出來的致命輻射開始飄向營地。             |             |                           |                     |                                          |                |                       |
| 93 | 8           |                           | 麥可·E·薩崔斯密     | 伊恩·高德堡 & 安德魯·查布里斯            | 2021年12月5日  | 0.84                  |
| 艾莉西亞被迫帶領眾人棄置營地與物資逃至安全地帶，由於身後遭史特蘭的騎兵隊尾隨，艾莉西亞先命令德懷特將隊伍先帶至摩根的潛艇躲避，自己與摩根踏上尋找避風港的旅程。摩根一路上觀察到艾莉西亞疲憊又憔悴不堪，而她提供的“引路者”甚至是起初從地堡帶出來的參議員行屍。當史特蘭追上來希望能勸服艾莉西亞時，艾莉西亞有意讓參議員行屍咬到自己的左臂，使史特蘭驚慌之下撤退。晚間，艾莉西亞向摩根揭示自己裝上“手骨”義肢的斷臂，表示是自己試圖靠管道逃出地堡時被參議員行屍咬傷。艾莉西亞回憶起自己曾與威爾共同生存，躲避由阿諾帶領的邪教份子，直到被咬傷左臂後被迫自斷手臂，整整昏迷一星期後清醒。由於拖的時間過長，艾莉西亞懷疑感染仍存在自己體內。為了尋找新的機遇，威爾最終寫信向她道別、獨身離開地堡到地面自謀生路。艾莉西亞養傷期間靠地堡的一本機密檔案，得知“建立美好未來”的避風港的存在，決定不惜一切找到其位置。而摩根和艾莉西亞最終被參議員行屍引領至史特蘭的塔樓前，對殘酷的現實深感絕望的艾莉西亞原本打算接受史特蘭邀約，卻在塔樓旁找到遭史特蘭扔下樓墜亡的屍變威爾。艾莉西亞由此看清史特蘭不擇手段的本質，正式與史特蘭開戰，聲言自己會贏下戰爭並奪下塔樓。                                                   |             |                           |                     |                                          |                |                       |
| 94 | 9           | 追隨者 Follow Me          | 海瑟·卡皮埃洛       | 安德魯·查布里斯 & 伊恩·高德堡            | 2022年4月17日  | 0.84                  |
| 艾莉西亞為了得到攻下塔樓的足夠軍力，冒險隻身前去跟阿諾達成停戰且聯手的協議，但由於目睹艾莉西亞尋找避風港過程中害死同僚，與她正式撕破臉且派人圍捕她。艾莉西亞逃回潛艇過程中累到在路旁，被一名聽力受損的音樂家保羅營救照料，而艾莉西亞同時在睡夢中重現自己盲目追隨不存在事物的景象，受保羅點醒與其追隨他人、不如試著走出自己的道路。保羅答應協助艾莉西亞折返回潛艇，但希望艾莉西亞幫他取回一部音響來替換被她摔壞的原件，但阿諾一行人隨即追過來，意圖抓艾莉西亞餵食給因她而死的屍變同僚。保羅開槍擊傷阿諾的左手，艾莉西亞意識到不解決阿諾則回不去，因此與保羅返回別墅設伏，用對講機將阿諾一行人引來。等阿諾現身時，保羅將家中音響開到最大，以此干擾敵人的感官，保羅以身上中槍的代價殺死大部分敵人。由於音響被破壞，外圍開始吸引眾多行屍，保羅手持風笛吹出貝多芬第9號交響曲的《歡樂頌》，用樂曲掩蓋艾莉西亞逃離的腳步聲，最後死於阿諾的槍下。艾莉西亞成功趕回潛艇，受摩根營救回去照料而暫時退燒，同時得出夢境的真正意義，動身返回原先的地堡使用內部的發送器四處求援擴充軍力。而另一邊的阿諾找到一處聚集大量致命輻射行屍的核爆坑，並發現行屍正在外洩而深感不妙，認為塔樓是唯一的避風港。                      |             |                           |                     |                                          |                |                       |
| 95 | 10          | 孝衣蝶 Mourning Cloak     | 蘭尼·詹姆斯         | 娜茲琳·喬杜里 & 卡拉雅·蜜雪兒·史道沃斯   | 2022年4月24日  | 0.79                  |
| 查莉奉摩根的命令潛入塔樓進行探查摸索，尋找方法過程中巧遇一名來自塔樓的受訓騎兵阿里，因此被霍華發現而被帶回塔樓。查莉首先表示自己只是想尋找新家而避免戰鬥，但霍華藉由史特蘭聽聞過查莉的過去而無法相信她，但塔樓的電梯剛好急缺修復零件，霍華因此指派擅長潛入的查莉、在阿里的陪同監視下外出執行任務。查莉受阿里帶領回到他原先的老家街區，同時發現現場有跟蹤者徘徊而繞進一處保齡球館，查莉在此首次體會打保齡球的樂趣。當查莉潛入零件所在的樓時，阿里不慎被跟蹤者抓獲，被迫開門釋放樓中的行屍群體殺光敵人而逃入樓中。由於樓內佈滿輻射行屍，加上不久前從查莉口中得知她來到塔樓的真實意圖，阿里決定將查莉丟在電梯中等死而獨自完成任務。但阿里隨即想起自己被迫丟下瀕死父親的愧疚，良心發現之下回去救出查莉，然而查莉卻因跟大量輻射行屍接觸時間過久而患上輻射中毒，送回塔樓搶救卻仍性命不保。內疚的阿里等到查莉清醒恢復體力後，與她在房間內伴隨著當天自己捕捉到的黃緣蛺蝶翩翩起舞，互相表露經此任務而出現的浪漫感情。阿里同時冒險去幫查莉完成使命，到樓頂關閉信號燈時不巧被霍華發現意圖，最後慘遭霍華扔下樓作為懲處。從窗外目睹一切的查莉悲痛地看著阿里墜樓身亡，但身邊的瓊保證會讓她活到塔樓攻陷的時刻。         |             |                           |                     |                                          |                |                       |
| 96 | 11          | 歐菲莉亞 Ofelia           | 艾莉西亞·戴南－卡瑞 | 亞歴克斯·迪萊爾 & 大衛·強森              | 2022年5月1日   | 0.74                  |
| 丹尼爾在摩根一行人極力尋找軍械過程中受露西陪伴進行療養，然而精神狀況開始變本加厲地惡化，造成記憶陷入雜亂無章，開始認為自己的已故女兒歐菲莉亞仍存活在某處。丹尼爾受本能驅使而離開潛艇尋找“失散”的女兒，過程中受到露西和韋斯追隨，不顧勸阻之下導致他們三人均被跟蹤者抓獲，帶回由阿諾一行人入駐的堆滿破舊遊艇的解體廠。阿諾表示自己偷聽過丹尼爾無意間在廣播中流出的軍械情報，脅迫三人如實交代軍械位置，準備將韋斯鎖入籠子中送下去餵行屍。丹尼爾誤將其中一艘遊艇認作是歐菲莉亞住過的阿比蓋號，認為女兒在遊艇內而準備以透漏軍械座標向阿諾換取女兒。阿諾決定利用丹尼爾的精神狀況騙取情報，得到丹尼爾刻意謊報的假座標。丹尼爾伺機逃出並發現女兒不在遊艇內時，一氣之下割喉殺死負責看守的賽奇，最後將阿諾關入籠中降下去餵行屍。雙腿被啃成骨架的阿諾臨死之際向露西交代疑似有人正在釋出核爆坑中的輻射行屍，將自己人交託給露西後死去。露西說服所有跟蹤者為生存而戰，同時為了讓丹尼爾集中精神幫她們出謀劃策，有意謊稱「歐菲莉亞困在塔樓中」；即使丹尼爾不久前認同露西是他的重要家人。韋斯無法接受露西所採取的“本末倒置”之欺騙方式，縱使他正式背離一行人，獨自來到史特蘭的塔樓前投誠。                                 |             |                           |                     |                                          |                |                       |
| 97 | 12          | 漂流少年 Sonny Boy        | 朗·安德伍           | 賈斯汀·波伊德 & 雅各·平尼恩              | 2022年5月8日   | 0.72                  |
| 老約翰察覺到史特蘭的妄想症越發嚴重，目睹他全力排查內部反抗跡象，甚至將所有私藏對講機的居民集體扔下樓，於是靠自己擅長的栽贓嫁禍手段陷害霍華，自己再趁機博取史特蘭的信任。就在霍華即將被扔下樓之際，搖籃中的小摩突然消失不見，霍華打算找到她來證明清白，但史特蘭同時私下委託老約翰進行調查。而老約翰最終發現是瓊帶走小摩，意圖靠麥琪先前的逃生手段帶著小摩從地下道脫逃，然而地下道卻因雷暴造成淹水、加上輻射行屍徘徊使兩人受困。老約翰不肯聽從瓊的建議，表示自己營救查莉時一同患上輻射中毒而來日不多，因此認同塔樓是確保小摩能平安成長的避風港。史特蘭由霍華帶領找到他們而人贓俱獲，但他並沒有因此重新相信霍華，反而命令老約翰處死霍華作為信任考核。老約翰被迫埋沒良心將霍華扔下樓墜亡，換來的是無盡的內疚感。史特蘭諒解老約翰的行為，認為他仍有可利用之處而達成共識。但由於史特蘭仍一意孤行，迫使老約翰最終醒悟而擊昏史特蘭，身換霍華收藏的歷史盔甲而帶著小摩走出護城的行屍群體，途中路過屍變的霍華，走到安全地帶與摩根會合且歸還小摩。肩膀被咬的老約翰完成最後的使命後，自願為摩根爭取逃跑時間，哼著歌走入行屍群體中英勇犧牲。當時在樓上目睹一切的史特蘭，仍不死心地呼叫自願者加入他的陣營。             |             |                           |                     |                                          |                |                       |
| 98 | 13          | 救生筏 The Raft           | 蓋瑞·萊克           | 娜茲琳·喬杜里 & 尼克·伯納頓              | 2022年5月15日  | 0.74                  |
| 雪莉逐漸認為奪下塔樓的機會渺茫，又擔心德懷特會為了保護她而一如既往地投奔敵人，因此預先安排好一艘用來渡海逃難的救生筏。剛離開塔樓的摩根身後尾隨著大量塔樓周邊的行屍，雪莉與德懷特當時營救一名外來倖存者瑪雅，隨後收到摩根求援而趕過去支援。然而由韋斯帶領的騎兵隊奉史特蘭的命令前來帶回小摩，摩根只好將小摩先交託給雪莉與德懷特，自己引領屍群至阿諾發現的核爆坑中堆積。摩根碰巧跟回程路上的艾莉西亞交匯，兩人到後卻發現坑中的行屍都被人釋出而所剩無幾，因此只能引領行屍至地堡酒店區域。德懷特和雪莉當時剛好進入地堡中躲避騎兵隊，過程中拉響火災警報器，將到達外面的行屍集體引進去殺光所有騎兵，僅韋斯僥倖逃生。靠爬地下管道逃生的德懷特和雪莉不慎因塌方而受困，就在兩人萬念俱灰之下，雪莉坦白自己其實懷孕，首次查看驗孕棒測試結果也證實，使她們燃起新的生存信念，手持在地堡中撿到的艾莉西亞隨身武器，鑿開通往外面的洞而成功逃生。摩根被露西告知潛艇因內部核輻射洩漏而無法居住，督促艾莉西亞必須趕在沒有行屍護城的晚間時刻進攻，否則只會錯失良機。而摩根同時採取葛蕾絲暗中送出的指示，搭乘由雪莉提供的救生筏帶著小摩渡海至安全地帶以避免史特蘭搶奪，放心地將指揮權交付給艾莉西亞，靜待同伴贏得勝利的時刻。 |             |                           |                     |                                          |                |                       |
| 99 | 14          | 天意 Divine Providence    | 艾德華·奧尼拉斯     | 亞歴克斯·迪萊爾 & 大衛·強森              | 2022年5月22日  | 0.66                  |
| 韋斯匯報塔樓兵臨城下，史特蘭要求艾莉西亞獨自進塔樓喝一杯，有意想等她進來時迅速用探照燈將附近的輻射行屍吸引過來，進而讓艾莉西亞無從選擇地留在塔樓中。雖然艾莉西亞不肯順從，但史特蘭逐漸對疑似來日不多的艾莉西亞產生同情，這一舉動縱使一心想守護塔樓的韋斯帶領所有騎兵倒戈相向。史特蘭被迫再次和艾莉西亞聯手，兩人撞見尾隨進塔樓的丹尼爾，史特蘭則同樣順勢騙取丹尼爾的協助。然而丹尼爾最終發現居民名單上並沒有女兒，剛要對史特蘭開槍卻被病床上奄奄一息的查莉勸服，她的存在也讓丹尼爾精神好轉且接受女兒已故的事實。艾莉西亞和史特蘭靠催淚彈突圍卻無法上樓頂，很快被韋斯率軍包圍，史特蘭一度對艾莉西亞懺悔一直以來的自欺欺人。丹尼爾協助他們奪下場面，史特蘭一劍殺死執迷不悟的韋斯，而丹尼爾則釋放瓊、葛蕾絲和溫德爾，共同走出去與駐守在外的同伴團聚。然而剩餘騎兵發起總攻，造成一行人跑入塔樓避難。站在樓頂上正要關燈的史特蘭卻突然遲疑自己回心轉意的選擇，乃至與心急的艾莉西亞發生激烈衝突，最後造成屋頂的通訊塔塌下來砸毀探照燈，火花四濺直接引燃外漏的燃料桶。艾莉西亞拿出從地堡取回的發送器實行原定計劃，以透漏塔樓明確座標方位的形式對外求援，但隨著樓頂火勢迅速蔓延，艾莉西亞很快病倒在塔上。         |             |                           |                     |                                          |                |                       |
| 100 | 15          | 阿米娜 Amina              | 麥可·E·薩崔斯密     | 伊恩·高德堡 & 安德魯·查布里斯            | 2022年5月29日  | 0.60                  |
| 艾莉西亞醒後發現自己躺在海邊，身邊的同伴正在爭分奪秒拼湊救生艇逃難，獲知塔樓已被大火吞噬而無法居住，而史特蘭則自願留在塔樓中赴死。艾莉西亞注意到一名戴防毒面罩的神秘小女孩回去危險區，便忍著虛弱一路追隨她，最後找到棄置在荒原的裝甲車，在車中找到自己亡母麥蒂森的《阿米娜》錄像帶。艾莉西亞仔細思索自己失去母親後走過的種種坎路，之後幾度因高燒累到卻被神秘小女孩救醒，得知她試圖“拯救”困在塔樓中的朋友。深感時日不多的艾莉西亞願意幫她，但得知拯救對象是“無藥可救”的史特蘭而左右為難。艾莉西亞說服追上來的同伴協助她最後一次，靠地下道返回塔樓內找到酗酒等死的史特蘭。由於對彼此的現狀深感絕望，艾莉西亞剛準備用開槍自盡，直到目睹小女孩摘面罩揭示是8歲時的她自己，領略到是曾經的自我以幻覺形式指引著自己。艾莉西亞奮力將史特蘭帶出毀於一旦的塔樓，一同回到海邊跟即將渡海逃難的同伴們道完別，即使走在最後的史特蘭願意為她在汽艇上留位，表示自己沒有她則無法贖罪。而艾莉西亞最終決定獨自留下來，欣慰自己完成最後的使命，等到同伴們成功撤離後倒在海邊。然而本即將赴死的她，似乎因如釋重負而平安甦醒、甚至奇跡退燒。想起亡母生前的遺願後，艾莉西亞決定把握大難不死的機遇，踏上新旅程去拯救更多的人。      |             |                           |                     |                                          |                |                       |
| 101 | 16          | 迷途 Gone                 | 沙拉特·拉傑         | 安德魯·查布里斯 & 伊恩·高德堡            | 2022年6月5日   | 0.71                  |
| 摩根帶著小摩漂泊至路易斯安那州海灘上等待夥伴，卻被一群本地蒙面團錯認成是在這一帶四處擄走小孩的“竊兒犯”。無論摩根如何解釋，團夥硬是要將他活埋。直到女竊兒犯本人現身救下摩根一命，但她同樣強行帶走小摩，交予給自己服從的“神秘組織”。去遲一步的摩根發現小摩已被組織帶走，甚至發現組織就是一直以來尋找的避風港。摩根只能擒獲竊兒犯拷問情報，卻發現她兩隻手腕上刺的名字，驚訝地得知她是本應在棒球場喪生的艾莉西亞和尼克之母麥蒂森。摩根告知她的孩子們最後的結局，麥蒂森雖難過卻直言其他被拐的孩子們在組織庇護下能平安成長，對此無法接受的摩根脅迫她帶自己去見組織。兩人中途到附近莊園救一名女子艾娃，但艾娃怒斥自己的女兒也曾被麥蒂森擄走，執意要將麥蒂森交給蒙面團處置，而團體全員幾乎都被麥蒂森拐走孩子。蒙面團將麥蒂森埋入沙坑後前去對組織發動奇襲，然而低估組織的火力而集體受殲滅，包含艾娃在內的成員遺體都被扔海里，最後集體衝到麥蒂森被埋的海灘上。麥蒂森回想起自己為了重新見到孩子，不惜配合組織的要求而擄走無數名小孩，如今懊悔自己助紂為虐的行為而萬念俱灰。直到摩根再度救下她，聲言麥蒂森原先的理念扶持自己走到今天。為了營救小摩與其他同伴，摩根自願跟隨麥蒂森搭船前去見組織。                     |             |                           |                     |                                          |                |                       |

## 發展
2020年12月3日，AMC續訂《驚嚇陰屍路》第七季，安德魯·查布里斯和伊恩·高德堡繼第四、五、六季後四度擔任節目統籌。

### 選角
2021年7月，劇組宣佈席德妮·萊蒙即將在第七季中回歸飾演伊莎貝（Isabelle），其角色曾在第五季中初登場，在第六季中僅以聲音客串。2021年9月，女演員艾莎·泰勒加盟劇組，其在第六季中擔任過第13集的導演工作。2021年12月，劇組宣佈前主演金·迪肯斯繼第四季後將重新回歸劇集，在第七季結尾露面以外，還將在接下來的第八季中回歸主演陣容。而本季同時是歷經本劇長達七年的主演艾莉西亞·戴南-卡瑞的最後一季，角色故事在本季第十五集畫下句點，但同時為她留下一個“開放式結尾”。

### 拍攝與編寫
第七季製作與拍攝工作在2021年4月時在德克薩斯州開拍，而兩名劇集主演蘭尼·詹姆斯和艾莉西亞·戴南-卡瑞將分別執導第七季的其中三集，這也將會是艾莉西亞·戴南－卡瑞的首次執導經歷。

## 備註
1. ↑  演員在此季中列為“其他主演”，僅參與其中兩集的內容。

## 外部連結
- 官方网站
- 互联网电影数据库（IMDb）上《驚嚇陰屍路》的资料（英文）